# Psammophis rukwae
Psammophis rukwae är en ormart som beskrevs av Broadley 1966. Psammophis rukwae ingår i släktet Psammophis och familjen snokar.
Denna orm förekommer i Afrika från nordöstra Nigeria och norra Centralafrikanska republiken till östra Etiopien och sedan söderut till Tanzania. Arten lever i kulliga områden och i bergstrakter mellan 500 och 1600 meter över havet. Individerna vistas i öppna buskskogar som domineras av växter från släktet Acacia, i savanner och i galleriskogar. De är aktiva på dagen och håller till på marken eller klättrar i växtligheten. Födan utgörs av små ödlor som skinkar. Ibland fångas en unge av Nilvaran (Varanus niloticus). Honor lägger 9 till 22 ägg per tillfälle.
För beståndet är inga hot kända. Allmänt är Psammophis rukwae inte sällsynt. IUCN listar arten som livskraftig (LC).

## Underarter
Arten delas in i följande underarter:
- P. r. leucogaster
- P. r. rukwae